# 기타바타케 지카후사
기타바타케 지카후사(일본어: 北畠親房 きたばたけ ちかふさ[*] 1293년 3월 8일 ~ 1354년 6월 1일)는 일본 가마쿠라 시대(鎌倉時代) 말기부터 난보쿠초 시대에 걸쳐 활약했던 구교(公卿)이자 역사가(歴史家)이다. 《신황정통기(神皇正統記)》의 저자로도 이름 높다.
무라카미 겐지(村上源氏)의 방계로 겐지 쵸자(源氏長者)、남조 종1위 준대신(従一位准大臣), 준삼후(准三后)였다. 증정1위(贈正一位). 고다이고 천황의 측근 「노치노 산보」(後の三房)의 필두로 고무라카미 천황(後村上天皇)의 치세 아래서도 고코쿠(興国) 5년/고에이(康永) 3년(1344년) 봄에 요시노 행궁(吉野行宮)로 귀환하여 쇼헤이(正平) 9년/분나(文和) 3년 4월 17일(1354년 5월 10일)에 사망할 때까지 남조를 실질적으로 지휘하였으며, 겐무 정권의 원훈(元勲)의 한 사람으로 꼽히고 있다.

## 생애
지카후사의 아버지는 혈연상 기타바타케 모로시게(北畠師重)인데 친할아버지인 모로치카(北畠師親)에게 입적되어 적자(嫡子)가 되었다. 이는 친아버지 모로시게가 당시 세력이 기울어가던 고우다 천황(後宇多天皇)의 측근이었기에 향후 대통을 계승하게 될 가능성이 희박한 고우다 계열의 구교(公卿)로써 구게 사회에 데뷔하는 것보다는 차기 동궁으로 예정되어 있던 쓰네아키라 친왕(恒明親王) 계열로 데뷔하는 것이 정치적으로 안전했기 때문이라고 여겨진다.
기타바타케 가(北畠家)는 무라카미 겐지 유파를 잇는 명문으로 지카후사 본인도 쇼오(正応) 6년(1293년) 6월 24일, 생후 겨우 반년만에 관작이 서임되었다. 도쿠지(徳治) 2년(1307년) 11월, 좌소변(左少弁)에 재임할 무렵 세이카게(清華家)인 기타바타케 가보다 집안의 격이 낮은 레이제이 요리타카(冷泉頼隆)가 변관이 된 것에 격분하여 지카후사는 좌소변 관직을 사임해 버렸다고 한다(《공경보임》). 엔쿄(延慶) 원년(1308년) 11월, 산기(参議)가 아닌 채로 종3위(従三位)로써 구교 지위에 올랐다. 산기가 된 것은 엔쿄 3년(1310년) 12월의 일로, 산기가 되고 이듬해인 오초(応長) 원년(1311년) 7월에 사에몬노카미(左衛門督)에 임명되고 검비위사별당(検非違使別当)을 겸했다. 그 해 12월 곤노주나곤(権中納言)으로 승진했다.
한편 지카후사가 양자로 들어간 친할아버지 모로치카의 양자이자 가메야마 천황의 뒤를 이을 다이카쿠지 왕통의 유력 계승자로 지목받던, 도키와노미야(常盤井宮)로 불렸던 쓰네아키라 친왕은 끝내 왕위에 오르지 못했다. 어려서는 연상의 조카에 해당하는 다카하루 친왕(尊治親王)과 함께 아버지 가메야마 법황의 총애를 받아, 가겐 3년(1305년)에 가메야마 법황이 병사하면서는 유조에 따라 그의 재산 대부분을 상속받았고, 또한 가메야마 법황 자신이 손자 고니조 천황에게도 차기 다이카쿠지 왕통의 왕위를 구니요시 친왕(邦良親王, 고니조 천황의 적남)이 아닌 쓰네아키라에게 잇도록 명령하였을 정도였으며, 쓰네아키라 친왕의 어머니 쇼쿤몬인(昭訓門院) 사이온지 에이시(西園寺瑛子)의 오빠(즉 친왕의 외삼촌)로 막부와 조정간의 연락을 맡고 있던 간토 신차(関東申次) 사이온지 긴히라(西園寺公衡)나 그 여동생(즉 친왕의 이모)인 에이후쿠몬인(永福門院) 사이온지 쇼시(西園寺鏱子)도 쓰네아키라 친왕을 지지하였던 데다, 쇼시의 남편으로 다이카쿠지 왕통과는 왕위를 놓고 대립하는 입장이었던 지묘인 왕통의 후시미 상황(伏見上皇)도 마침 자신의 아들(즉 지묘인 왕통)인 고후시미 천황(後伏見天皇)을 멋대로 양위시킨 고우다 천황(다이카쿠지 왕통)에게 반감이 컸으므로 여기에 동의하겠다는 자세를 막부에 전하였지만, 가마쿠라 막부는 자칫 다이카쿠지 왕통의 분열을 초래할 수도 있는 쓰네아키라 친왕의 태자 책립에 동의하지 않았고, 도쿠지(徳治) 3년(1308년) 고니조 천황이 급서하자 막부는 고니조 천황의 적남인 구니요시 친왕이 성장할 때까지의 '대리'를 쓰네아키라 외의 다이카쿠지 왕통의 다른 인물로서 당시 인세이를 행하고 있던 고우다 천황의 추천에 따라 쓰네아키라 친왕의 연상의 조카인 다카하루 친왕을 즉위하게 하였다. 이가 바로 고다이고 천황이다. 이 일로 기존의 간토 신차 지위를 통해 조정에서 위세를 얻고 있었던 사이온지 가문은 크게 힘을 잃었다. 
고다이고 천황이 즉위하자, 요시다 사다후사(吉田定房) ・ 마데노코지 노부후사(万里小路宣房)와 나란히 「노치노 산보」(後の三房)라 불릴 정도로 두터운 신임을 받았다(다만 이들 세 명은 원래 고우다 상황을 섬기던 자들로 고다이고 한 사람을 보고 모인 것은 아니었다). 그리고 고다이고 천황의 아들 요요시 친왕(世良親王)의 유인(乳人)을 맡게 된 것 외에 겐오(元応) 2년(1320년) 10월에는 준나인 별당(淳和院別当)에 보임되어 겐코(元亨) 3년(1323년) 1월, 곤노다이나곤(権大納言)으로 승진하고 5월에는 장학원별당(奨学院別当)를 겸하여 쇼추(正中) 2년(1325년) 1월에는 내교방별당(内教坊別当)도 겸하고, 이어 아버지나 할아버지를 넘어 겐지 장자(源氏長者)가 되었다. 겐토쿠(元徳) 2년(1330년) 요요시 친왕이 급서하자 이를 한탄하며 38세에 출가, 일단 정계를 떠났다. 법명(法名)은 소겐(宗玄). 이 시기 지카후사가 종1위와 준대신에 임명되었다는 이야기도 있고, 시기에 관해선 이설도 있다. 따라서, 가마쿠라 막부 전복 계획인 겐코의 난(元弘の乱)이나 쇼추의 변(正中の変) 등 고다이고 천황의 가마쿠라 막부(鎌倉幕府) 타도 계획에는 가담하지 않은 것으로 보인다(한편 그의 아버지 기타바타케 모로시게와 그의 사촌 기타바타케 도모유키는 겐코의 난에 가담하였다가 처형되었다).
가마쿠라 막부가 무너지고 고다이고 천황의 친정인 겐무 신정(建武の新政)이 시작되자, 지카후사는 정계로 복귀했다. 그러나 지카후사는 막부 타도의 주요 공헌자 가운데 한 명으로써 고다이고 천황과는 당시 대립하고 있던 모리요시 친왕(護良親王) 계파의 사람이었기에, 중앙과는 거리가 먼 오슈(奥州)로의 주둔을 명령받은 장남 아키이에(顕家)를 따라 노리요시 친왕(義良親王) 을 받들고 무쓰국 다가 성(多賀城)으로 가게 된다. 마침 이곳에 무쓰 장군부(陸奥将軍府) 설치를 주도한 이는 모리요시 친왕이었다. 모리요시 친왕은 오슈 즉 일본 도호쿠 지방에 영지를 많이 가지고 있던 도고쿠 무사단이 아시카가씨(足利氏)에 의해 그 휘하로 조직되어 가는 상황을 우려하고 도호쿠 지방을 도고쿠 무사단의 영향으로부터 떼어 놓아 아시카가 세력을 견제하려 하였고 지카후사는 오슈로 향하게 된다.
일본 학계에서는 당시 지카후사와 아키이에 부자를 무쓰로 향하게 한 것은 모리요시 친왕의 의향이라는 해석이 존재했고 이것이 정론으로 여겨져 왔다. 이에 대해서는 기타바타케 지카후사 자신의 저술인 《신황정통기》(神皇正統記)에는 일찍이 지카후사와 모리요시 친왕의 관계가 일절 묘사가 없다는 점을 들어 반론이 나왔다. 다만 《신황정통기》에는 모리요시뿐 아니라 지카후사가 가장 마음을 쏟아 양육했을 요요시 친왕에 관한 기술조차도 보이지 않고, 지카후사 자신이 모리요시 친왕과 제휴하여 당시 일본의 군주인 고다이고와 대립할 행동을 취하고 있었다는 소리를 굳이 (일본의 왕권에 대해 강조하는 내용이 담긴) 《신황정통기》에 써 넣었을 리 없다는 정황상 이유를 들어 《신황정통기》에 보이지 않더라도 지카후사와 모리요시 친왕은 깊은 연계와 제휴를 맺고 있었을 것이라는 반론도 있으며, 또한 겐무 정권 수립 공신의 일원인 지카후사나 그 아들인 아키이에에게 벽지인 무쓰로 간다는 것은 말하자면 좌천과도 같은 것인데, 그걸 지시한 것이 모리요시가 아닌 고다이고였다면 적어도 지카후사나 아키이에를 고위 고관으로 서임하고 나서 하향시켰을 것이라는 것이다. 나아가 지카후사와 아키이에가 하향한 뒤 무쓰의 정치 체제는 「무쓰 소막부」(奥州小幕府) 체제라고까지 불릴 만한 것으로 그것은 스스로 세이이타이쇼군(征夷大将軍)의 지위를 바라던 모리요시 친왕의 발상과도 꼭 닮은 것이었으며, 어떤 형태로도 옛 막부 정치의 부활을 결코 용인하지 않으려 했던 고다이고가 할 발상은 아니었다. 덧붙여 모리요시 친왕에게는 난부 씨(南部氏)나 구도 씨(工藤氏)라는 오슈 무사들이 출사해 따르고 있었음이 《매송론》(梅松論)에 기록되어 있어, 오슈 즉 무쓰가 모리요시 친왕의 중요한 지지 기반이었던 것으로 여겨진다. 이러한 점을 보더라도 지카후사와 모리요시 친왕의 연계 및 제휴의 흔적을 엿볼 수 있다.
겐무(建武) 2년(1335년) 호조 씨 잔당에 의한 이른바 나카센다이의 난(中先代の乱)이 일어나고 이를 진압하러 나선 아시카가 다카우지(足利尊氏)가 가마쿠라(鎌倉)에 그대로 눌러앉아 겐무 정권을 이탈해 돌아서서 이후 서쪽으로 방향을 틀어 올라와서 교토를 점령하자, 1336년(겐무 3년) 1월 지카후사는 다카우지를 치기 위해 무쓰에서 교토로 돌아왔으며, 닛타 요시사다(新田義貞) ・ 구스노키 마사시게(楠木正成) 등과 함께 일단 다카우지를 축출하는 데 성공했다. 그러나 규슈로 내려간 다카우지는 급속히 체제를 세워 바로 대군을 거느리고 동쪽으로 올라왔고, 이를 맞아 싸우던 요시사다나 마사시게의 군세를 5월 미나토가와 전투(湊川の戦い)에서 격파하고 나아가 다시금 교토를 점령, 히에이 산으로 도망쳤던 고다이고 천황은 다시금 퇴위를 강요당한다. 그러나 고다이고 천황은 교토를 빠져 나오는 데 성공했고, 요시노(吉野)에 행궁(行宮)을 짓고 남조(南朝)에 합류, 다카우지에 의해 옹립된 고묘 천황(光明天皇)의 북조(北朝)에 대항했다. 한편 지카후사는 차남 아키노부와 함께 이세국(伊勢国)으로 피하였다.
엔겐(延元) 3년/랴쿠오(暦応) 원년(1338년) 5월에 아들 기타바타케 아키이에가 사카이우라(堺浦)에서 전사하고, 윤7월에 닛타 요시사다도 에치젠국(越前国) 도묘지나가테(灯明寺畷)에서 공격을 당해 죽음을 맞이하니, 남조측의 총사령관이 된 지카후사는 이세에서 와타라이 이에유키(度会家行)의 협력을 얻어 남조측의 세력 확대를 도모하였다. 여기서 지카후사는 이세 신궁의 신관이었던 이에유키의 신국사상(神国思想)에 깊은 영향을 받게 되는데, 지카후사의 주요 저작으로 꼽히는 《신황정통기》에의 영향도에 대해서는 여러 가지 설이 존재한다. 지카후사가 이세에서 신토에 대한 이해를 심화시켜 《원원집》(1337~1338 성립)을 저술할 수 있었던 계기를 마련하기도 했지만, 이에유키가 주창하는 이세 신토(伊勢神道)에 대해서는 비판적이었다고도 한다.
이후 간토 지방(関東地方)에서 남조 세력을 확장하기 위해 유키 무네히로(結城宗広)와 함께 노리요시 ・ 무네요시(宗良) 두 친왕을 받들고 이세 국 오미나토(大湊, 미에현 이세시)에서 뱃길로 도고쿠로 건너 가고자 하였으나, 폭풍으로 인해 두 친왕과는 그만 헤어져 버렸고, 같이 배에 타고 있던 다테 유키토모(伊達行朝) ・ 나카무라 쓰네나가(中村経長) 등과 함께 히타치국(常陸国)에 상륙했다. 처음에는 진구지 성(神宮寺城, 일본 이바라키현 이나시키시)의 오다 하루히사(小田治久)를 의지하여 사타케 씨(佐竹氏)에 공격당해 함락되자 아와자키 성(阿波崎城), 나아가 오다씨(小田氏)의 본거지인 오다 성(小田城, 일본 이바라키 현 쓰쿠바시)로 옮겼다.
오다 성에서 지카후사는 북조군과 대치하면서 무쓰 국 시라카와(白河)의 유키 지카토모(結城親朝)를 비롯한 도고쿠 각지의 무사들에게 반막부 세력으로 결집할 것을 호소하였으나, 우쓰노미야 긴쓰나(宇都宮公綱) ・ 하가 다카사다(芳賀高貞)가 북조측에 아군이 되었으므로 다테 유키토모 ・ 나카무라 쓰네나가를 보내고 하가 다카사다 ・ 다카토모(高朝) 부자를 치게 하였다.
이 시기에 역사서 《신황정통기》와 관직 해설서인 《직원초》(職原鈔)를 집필했다고 전한다. 《신황정통기》를 탈고한 것은 엔겐 4년(1339년) 가을이었는데, 그 직전인 8월에 요시노에서 고다이고 천황이 52세로 승하하고, 이세에서 돌아와 있던 노리요시 친왕이 당시 12세의 나이로 고다이고 천황의 승하 하루 전날 부왕의 양위를 받아 고무라카미 천황으로 즉위하였다.
오다 성에서 지카후사는 무쓰 시라카와의 유키 지카토모에게 몇 번이나 서신을 보내 원병을 요청했지만, 지카토모는 물론 주변의 도고쿠 무사들은 영지와 관위 승진만을 요구할 뿐 관망하는 입장이었다(지카후사가 직원초를 저술한 주된 목적도 관위 승진을 요구하는 무사들에게 관직 수여의 원칙과 질서를 깨우치게 하려는 데에 있었다).

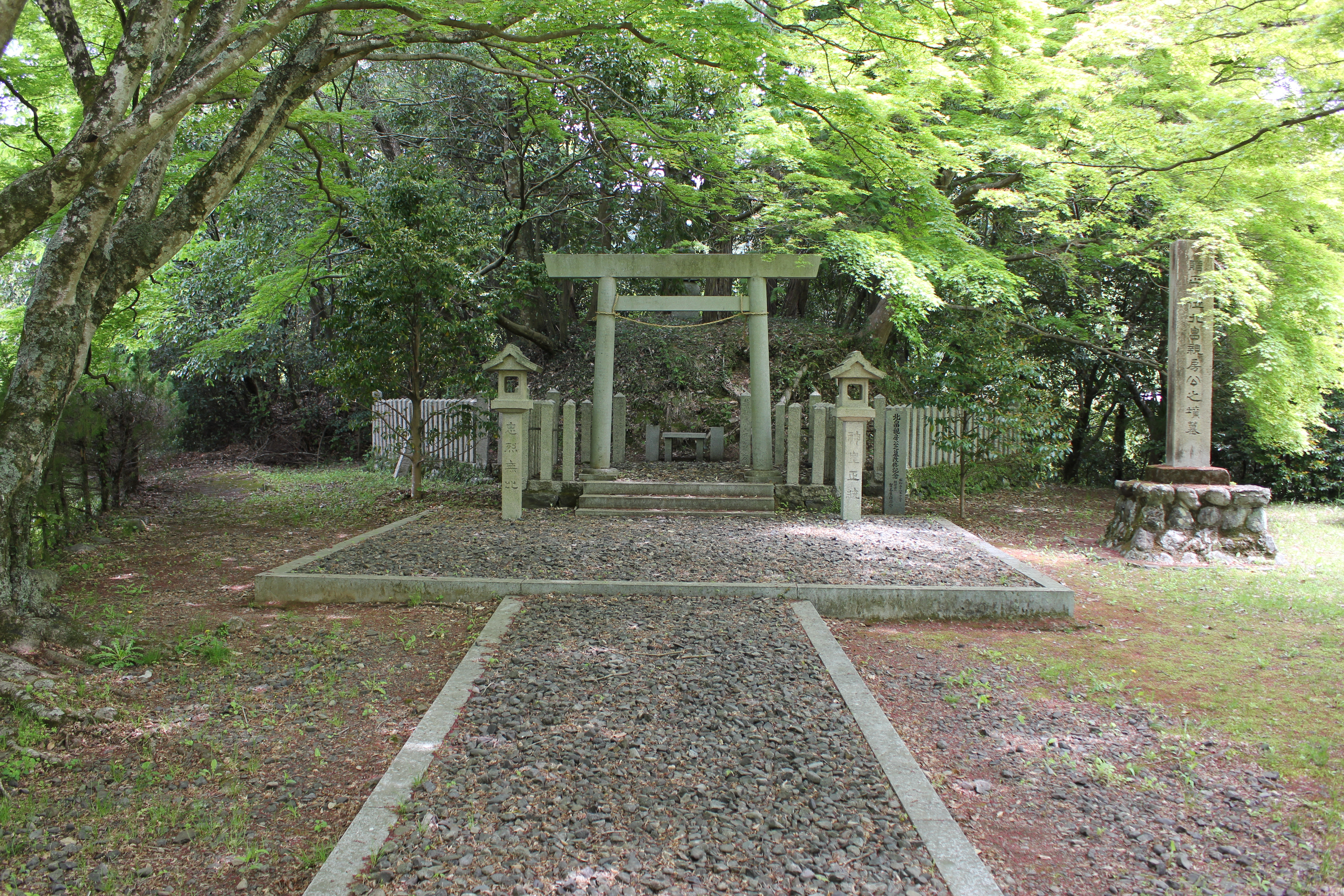
기타바타케 지카후사의 묘(北畠親房墓)
일본 나라 현(奈良県) 고조 시(五條市) 니시요시노 정(西吉野町) 아노(賀名生) 소재

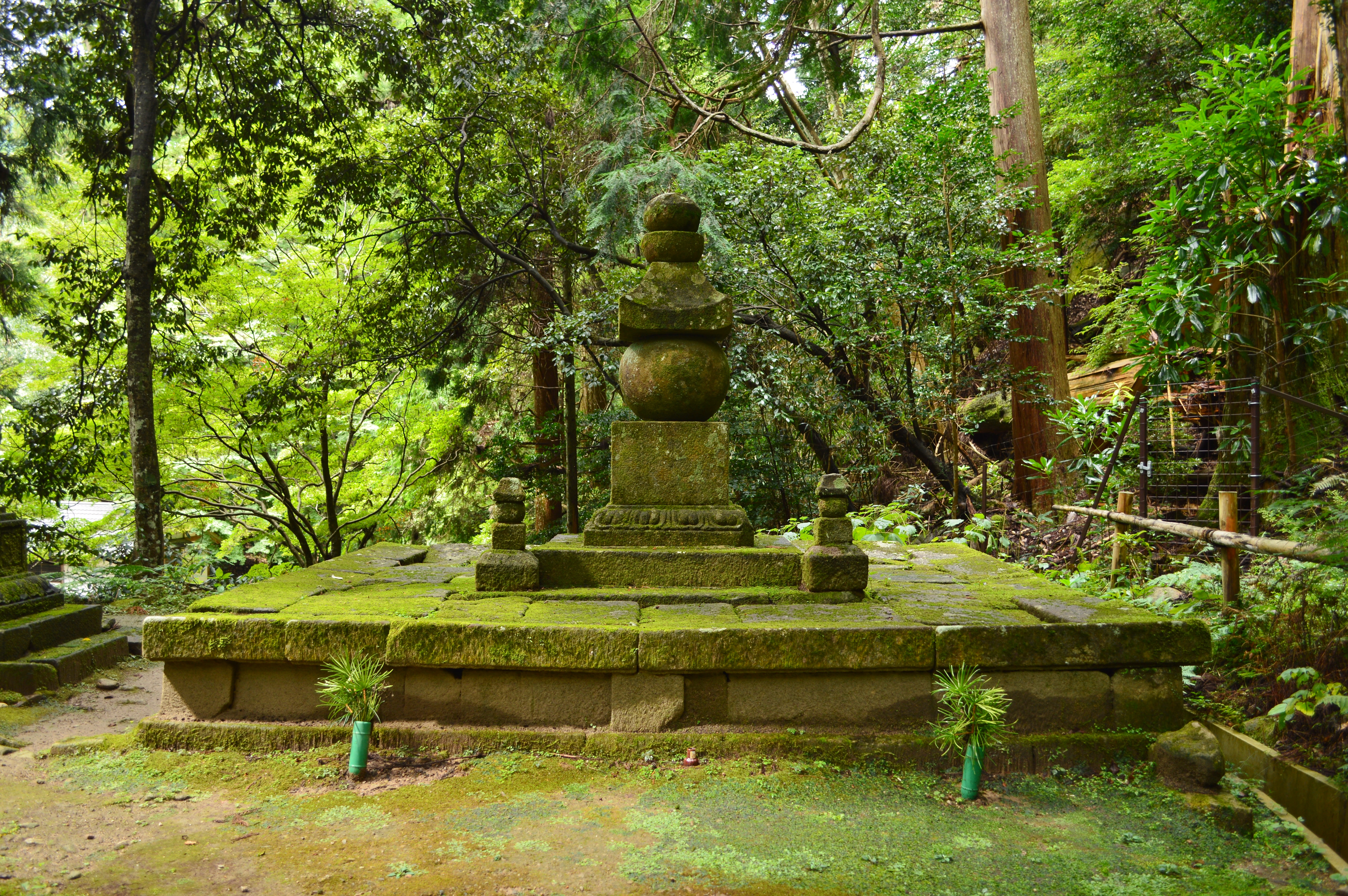
무로지에 소재한 「전(伝) 기타바타케 지카후사 묘」(伝北畠親房墓).

고코쿠(興国) 원년/랴쿠오(暦応) 3년(1340년) 북조측이 고노 모로후유(高師冬)를 간토 통치를 위해 파견하고 오다 씨와 소원해진 지카후사는 이듬해 11월 북조군의 압박으로 세키 무네스케(関宗祐)의 세키 성(関城, 이바라키 현 지쿠세이시)로 들어가 다테 유키토모나 나카무라 쓰네나가를 비롯하여 유키토모, 쓰네나가와 동족인 이사 성(伊佐城, 지쿠세이시)의 이사 씨(伊佐氏), 다이호 성(大宝城, 이바라키 현 시모쓰마시)의 시모쓰마 씨(下妻氏) 등 히타치 서부의 남조 세력과 함께 2년간 농성하며 대항하였다. 지카후사의 히타치에서의 활동은 5년에 걸친 것이었다. 그러나 남조의 관백 좌대신 고노에 쓰네타다(近衛経忠)가 도지 장자(藤氏長者)의 입장에서 독자적인 도고쿠의 후지와라씨(藤原氏) 계통의 무사단을 통솔하는 체제를 짜고자 한 것도 있어서 지카후사의 구상은 적과 내부의 내홍으로 그 자신의 입지마저 약화시키는 결과를 초래했고, 고코쿠 4년/고에이(康永) 2년(1343년) 8월 유키 지카토모가 북조에 붙어버리고 11월에 세키, 다이호 두 성이 차례로 함락되자 지카후사는 물러나 1344년 1월 요시노로 돌아와 있었다. 이후 이미 사망한 고다이고 천황을 대신하여 아직 어렸던 고무라카미 천황을 끼고 남조의 중심 인사가 되었다. 주로 셋칸(摂関)이나 천황의 외척, 생모 등에게 주어지던 준삼궁(准三宮)으로 우대받았다는 것은 일개 「다이나곤 뉴도」(大納言入道)에 지나지 않았던 지카후사가 남조에 있어서 지녔던 위치와 권세를 보여준다.
쇼헤이(正平) 3년/조와(貞和) 4년(1348년)에 시조나와테 전투(四條畷の戦い)에서 구스노키 마사유키(楠木正行) 등 남조측이 고노 모로나오(高師直)에게 패하고, 남조는 요시노에서 산 깊은 곳의 아노 행궁(賀名生行宮)까지 파천하게 되었다. 간노의 소란(観応の擾乱)으로 아시카가 다카우지가 남조에 항복하여 쇼헤이 일통(正平一統)이 성립되었으나, 이듬해 스스로 협정을 어기고 지카후사는 일시적으로 교토와 가마쿠라의 탈환에도 성공하였다. 그리고 곧바로 다카우지 측의 반격으로 남조는 다시 아노로 퇴각해야 했다.
쇼헤이 9년/분나(文和) 3년(1354년) 4월에 기타바타케 지카후사는 아노에서 사망하였다. 향년 62세. 지카후사 사후 남조에는 그를 대신할(혹은 능가할) 만한 지도자적인 인물이 나오지 않았고, 이는 남조가 쇠퇴의 길을 걷는 한 원인이 되었다. 1392년 일본 전국은 북조에 의해 통일되었다.
지카후사는 아베노 신사(阿部野神社, 오사카시 아베노구)나 료젠 신사(霊山神社, 후쿠시마현 다테시)에 먼저 세상을 떠난 아들 아키이에와 함께 모셔졌다. 지카후사의 무덤은 그가 숨을 거둔 땅인 아노에 있다. 또한 무로지(室生寺, 나라현 우다시)에도 지카후사의 것이라고 전하는 무덤이 남아 있으며, 이는 일본의 국가 지정 중요 문화재이다.

## 고다이고 천황의 이세 행차와 기타바타케 지카후사
『유키 가 문서』(結城家文書)에는 엔겐(延元) 2년 정월 원단(元旦)에 지카후사가 아키이에에게 보낸 서장이 수록되어 있는데, 이 서장에는 「御願を果たされんが為、勢州に幸すべきの由、仰られ候なり。天下復興程あるべからず。愚身(지카후사 본인을 가리킴)勢州に於て逆徒静謐の計りごとを廻らし、臨幸を待ち申すべく候。」라고 기록되어 있다. 즉 고다이고가 이세에 행행하였다고 서술하고 있는 것이다. 여기서 지카후사가 이세로 내려간 것도 이세 천행(遷幸) 계획의 선발대라는 의미를 가지고 있었던 것이 된다. 고다이고 천황이 이세로 천행하고자 한 것은 덴무 천황(天武天皇)의 임신의 난(壬申の乱)을 염두에 둔 것으로 또한 그것이 천황가에게 있어서 언제나 되돌아가야 할 가장 빛나는 과거였기 때문이다.

## 참고 문헌
- 요코이 아키오(横井金男)《北畠親房文書輯考》 대일본백과전서간행회 1942년 7월
- 히라이즈미 기요시(平泉澄)《北畠親房公の研究》 일본문화연구소 1954년 11월 증보판 1975년 3월 고갓칸 대학(皇學館大学)출판부
- 구보타 오사무(久保田収)《北畠父子と足利兄弟》 고갓칸 대학출판부 1977년
- 《(北畠親房公歌集》 아베노 신사・기타바타케 지카후사 공 현창회 1984년 4월
- 시라야마 요시타로(白山芳太郎)《北畠親房の研究》 베리칸샤 1991년, 증보판 1998년 ISBN 4-8315-0836-5
- 이토 기요시(伊藤喜良)《東国の南北朝動乱 北畠親房と国人》 요시카와 고분칸(吉川弘文館) <역사문화 라이브러리> 2001년 ISBN 4-642-05531-2
- 시모카와 료코(下川玲子)《北畠親房の儒学》 베리칸샤 2001년 ISBN 4-8315-0954-X
- 남기학 옮김 《한국학술진흥재단 학술명저번역총서 동양편109 신황정통기》 (소명출판, 2008년)

## 같이 보기
- 아자카 성

### 해설
1. ↑  《기타바타케 지카후사 경 어전기》(北畠親房卿御伝記)에서는 1월 13일생으로, 《기타바타케 준후전》(北畠准后伝)에서는 1월 29일생이라고 되어 있다.
2. ↑  가메야마 천황의 아들로 고니조 천황 ・ 다카하루 친왕의 아버지이며 당시 인세이를 행하고 있었다.
3. ↑  가메야마 천황의 막내 아들로 모로치카의 양자이다.
4. ↑  관련 문헌으로 가지 히로에(加地宏江)의 《中世歴史叙述の展開 「職原鈔」と後期軍記》(吉川弘文館, 1999년) , 《和歌職原鈔》(今西祐一郎 교주, 헤이본샤 동양문고平凡社東洋文庫, 2007년)가 있다.